# Moià
Moià (em catalão e oficialmente) ou Moyá (em castelhano) é um município da Espanha na comarca de Moianès, província de Barcelona, comunidade autónoma da Catalunha. Tem 75,83 km² de área e em 2021 tinha 6 474 habitantes (densidade: 85,4 hab./km²).

## Demografia
| Variação demográfica do município entre 1996 e 2007[carece de fontes?] | Variação demográfica do município entre 1996 e 2007[carece de fontes?] | Variação demográfica do município entre 1996 e 2007[carece de fontes?] | Variação demográfica do município entre 1996 e 2007[carece de fontes?] |
| ---------------------------------------------------------------------- | ---------------------------------------------------------------------- | ---------------------------------------------------------------------- | ---------------------------------------------------------------------- |
| 1996                                                                   | 2001                                                                   | 2004                                                                   | 2007                                                                   |
| 3806                                                                   | 4344                                                                   | 4872                                                                   | 5651                                                                   |